# Teraphim
Teraphim (תרפים), quelquefois orthographié Théraphim ou Terapim, est un mot hébreu tiré de la Bible, qu'on ne trouve que sous forme plurielle, et dont l'étymologie reste inconnue,,. Bien que le terme soit grammaticalement parlant un pluriel, on estime parfois qu'il désigne des objets singuliers et utilise le grand pluriel de l'hébreu, qui n'implique pas de pluralité mais une magnificence.
On ignore sa signification exacte mais il est utilisé dans l'Ancien Testament en référence au panthéon des dieux sémitiques datant des errances nomades des Hébreux, comme l'attestent ses traductions dans les versions grecques ainsi que son usage dans les Écritures.

## Signification
Selon la littérature rabbinique, il a le sens de « choses disgracieuses mais cette étymologie est rejetée par les exégètes modernes. La tradition rabbinique tient le théraphim pour avoir été à l'origine soit une tête ou un crâne humain coupé, soit une tête artificielle ». Cependant l'excavation de Jéricho n'a pas révélé l'usage de ce type de fétiches.
Les découvertes des archéologues en Mésopotamie - à Nouzi, ville antique à l’est du Tigre et au sud-est de Ninive qui a été fouillée de 1925 à 1931 - indiquent que la possession des teraphim avait une incidence sur les droits concernant l’héritage familial. Selon une tablette trouvée à Nouzi, la possession des dieux domestiques pouvait en certaines circonstances permettre à un gendre de comparaître devant un tribunal pour réclamer les biens de son beau-père décédé (Ancient Near Eastern Texts, par J. Pritchard, 1974, p.  219, 220, et note 51). Il se peut que Rachel, ayant eu cela à l’esprit, se soit dit qu’elle était en droit de prendre les teraphim parce que son père avait usé de tromperie envers son mari Jacob (voir Gn 31:14-16). L’importance des teraphim en rapport avec les droits d’héritage pourrait aussi expliquer pourquoi Labân se soucia tant de les récupérer, au point de prendre ses frères avec lui et de poursuivre Jacob sur la distance de sept jours de route (Gn 31:19-30). Selon la Bible, les teraphim disparurent lorsque Jacob enfouit sous le grand arbre qui était près de Shekèm tous les dieux étrangers que lui remirent les membres de sa maisonnée. — Gn 35:1-4.

### Traduction du terme en grec
Aquila le traduit par « figures », la Septante par « images » dans Genèse, « images sculptées » dans Ézéquiel, « oracles » dans Zacharie et « objets manifestes » (δῆλοι) dans Osée. Théodotion ne le traduit pas et préfère, comme souvent, une simple translittération du mot. La Bible du roi Jacques traduit quelquefois par « images  » (Gen. 31-19, Samuel 19-13), « idoles » (Zacharie 10-2) ou « idolâtrie » (Samuel 15-23), mais se contente également fréquemment d'une simple transcription (Juges 17-5, 38-14 et Osée 3-4).

### Occurrences dans le texte biblique
Sa signification n'est pas exposée dans la Bible mais certaines déductions peuvent être faites de son usage dans le texte.
Dans le livre de la Genèse, Jacob prend le Teraphim de son foyer et l'enterre sous le mont Garizim, ce qui indique un lien entre le Teraphim et la religion païenne araméenne qui était alors peu à peu abandonnée.
Dans Genèse 31-34, Rachel prend le Teraphim de Laban et le cache dans un bât ; dans le livre de Samuel, Mikhal trompe les hommes de Saül et leur fait croire qu'un Teraphim dans son lit est en fait David. Dans le même récit on apprend qu'une place était réservée pour un Teraphim dans chaque foyer.
Dans Osée 3-4, le Teraphim est décrit comme aussi essentiel que l'éphod dans la culture israélite. Si tous deux sont d'ailleurs étroitement associés à diverses reprises dans le texte, le premier est cependant fréquemment présenté par les prophètes et la loi divine comme un interdit. Sa mention dans Zacharie ainsi que la traduction des Septante par « oracles » laissent penser qu'il jouait un rôle dans les pratiques de cléromancie.
Le fait que Mika, qui vénérait Jéhovah, utilise le Teraphim comme une idole (voir Juges 17) et que Laban le considère comme représentant « ses dieux » semble indiquer qu'il pourrait s'agir d'images de Jéhovah.
Selon la Bible, le Teraphim est interdit par la réforme de Josias, mais il est en réalité possible que son usage se soit perpétué dans la culture populaire jusque dans l'ère hellénique et peut-être plus tard encore.
Dans le livre des Juges, il est indiqué que les tribus d'Israël dans la détresse durent abandonner les pratiques idolâtres en Juges 10:6-16.

### Pratiques similaires
Le théraphim peut être rapproché à la tête oraculaire des Harraniens ; le khalife Mamoun aurait raconté à des envoyés harraniens en 930 l'histoire d'un homme blond aux yeux bleus qui aurait été trempé dans de l'huile de sésame jusqu'au cou et nourri sans eau de figues trempées dans l'huile pendant quarante jours, ce qui aurait rendu son corps "mou comme de la cire", fréquemment encensé. À l'issue des quarante jours la tête est coupée et utilisée pour obtenir des révélations sur la pénurie ou l'abondance des récoltes, les changements de dynasties et les évènements à venir, sur les sciences et les métiers. "Ses yeux voient mais ses paupières ne remuent plus.
On retrouve également la légende sur Gerbert de Reims, mort en 1003 (dixit le pape Sylvestre II) qui aurait possédé une tête d'or qui lui vendait des oracles.
Il est possible que ce procédé magique remonte à des origines primitives. On peut se référer à l'écrivain sud-africain Laurens van der Post sur une tribu de la branche du peuple bantou, la grande nation Swazi.
La tête d'un demi-frère du chef aurait été coupée après qu'il aurait été enfermé et maintenu dans l'eau en étant nourri de terre et de racines durant neuf mois, pour qu'il soit le plus blanc possible (se rapprocher des esprits), puis son nez, ses oreilles et ses lèvres furent mélangés à une "médecine", inhalée et un peu ingéré par le chef de la tribu et ses douze assistants.[réf. nécessaire]
Le but était de redonner au chef un caractère suffisant pour mener.